# Khaemuaset (figlio di Ramses III)
Khaemuaset (talvolta anche Kamuase) (... – 1155/1149 a.C.) è stato un principe egizio della XX dinastia.

## Biografia
Il suo nome completo era Ramses-Khaemuaset, che significa "Nato da Ra-Colui che appare a Tebe". Come molti suoi fratelli (Amonherkhepshef, Meriatum, Montuherkhepshef, Pareheruenemef), anche a questo principe fu assegnato il nome di uno dei figli di Ramses II della XIX dinastia. Il padre di Khaemuaset, il faraone Ramses III (regno: 1186 - 1155 a.C.), ammirava a tal punto Ramses II il Grande (regno: 1279 - 1213 a.C.) da emularne i nomi della prole. Quando un principe moriva, quello nato dopo il decesso ne ereditava il nome. 

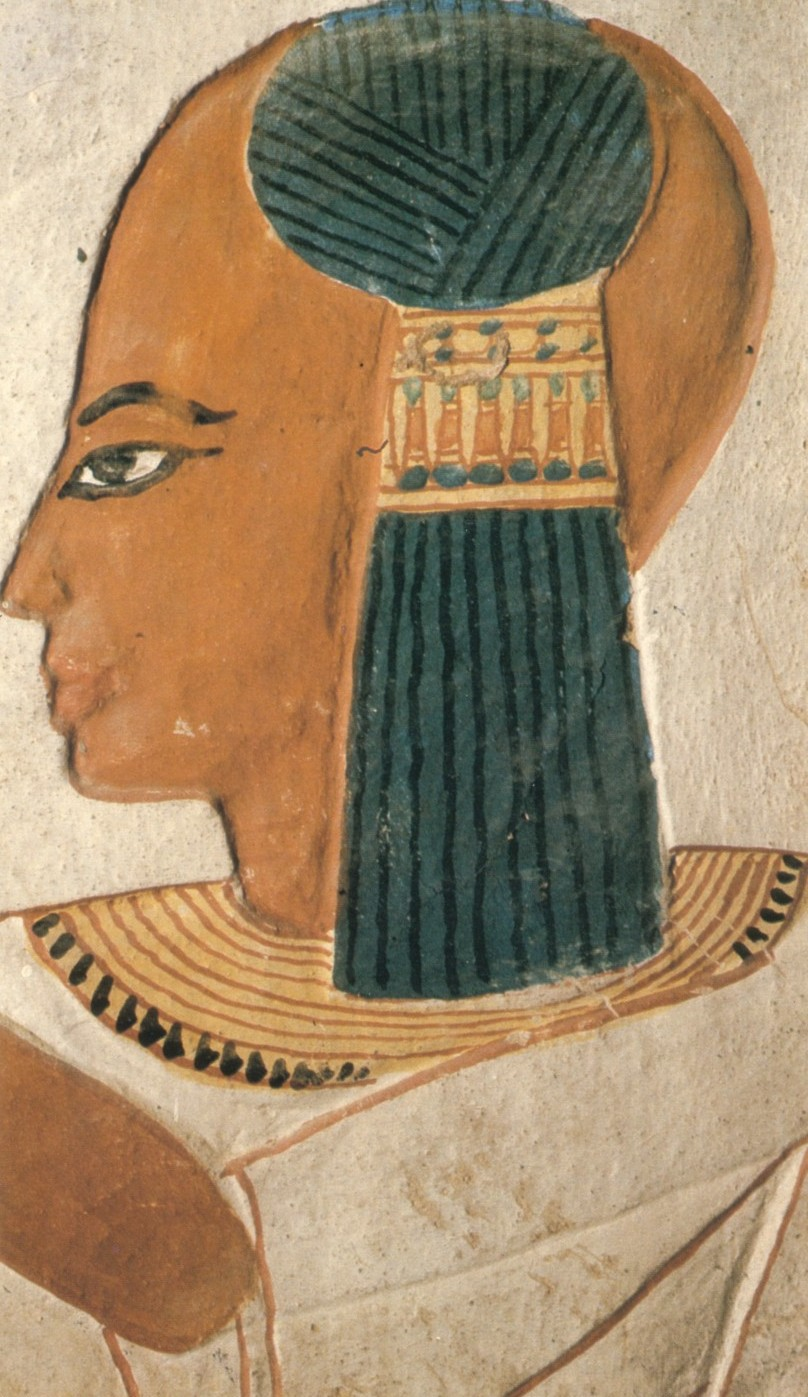
Il volto di Khaemuaset, dalla sua tomba nella Valle delle Regine.

Esattamente come il principe omonimo della precedente dinastia, Khaemuaset divenne sacerdote di Ptah a Menfi, pur senza raggiungere la dignità di Sommo sacerdote del dio (suo fratello Meriatum, invece, divenne Sommo sacerdote di Ra). Khaemuaset compare nel Tempio funerario del padre a Medinet Habu. Sia lui che suo fratello Pareheruenemef ebbero il titolo di "Figlio più anziano del re": questo perché, verosimilmente, furono i primogeniti di due diverse coniugi del faraone.

## Sepoltura
La sua tomba, ben conservata, è la QV44 della Valle delle Regine, scoperta e studiata nel febbraio 1903 dall'archeologo italiano Francesco Ballerini, principale collaboratore di Ernesto Schiaparelli direttore della Missione Archeologica Italiana in Egitto. Un suo vaso canopo è conservato al Museo egizio del Cairo, mentre il sarcofago in granito rosa e la probabile mummia si trovano al Museo Egizio di Torino. Sopravvisse al padre e morì durante il regno del fratello Ramses IV (1155 - 1149 a.C.), fatto comprovato dalle iscrizioni presenti sul lato del sarcofago che citano Ramses IV come regnante al momento della sepoltura.

Coperchio del sarcofago di Khaemuaset, al Museo egizio di Torino.
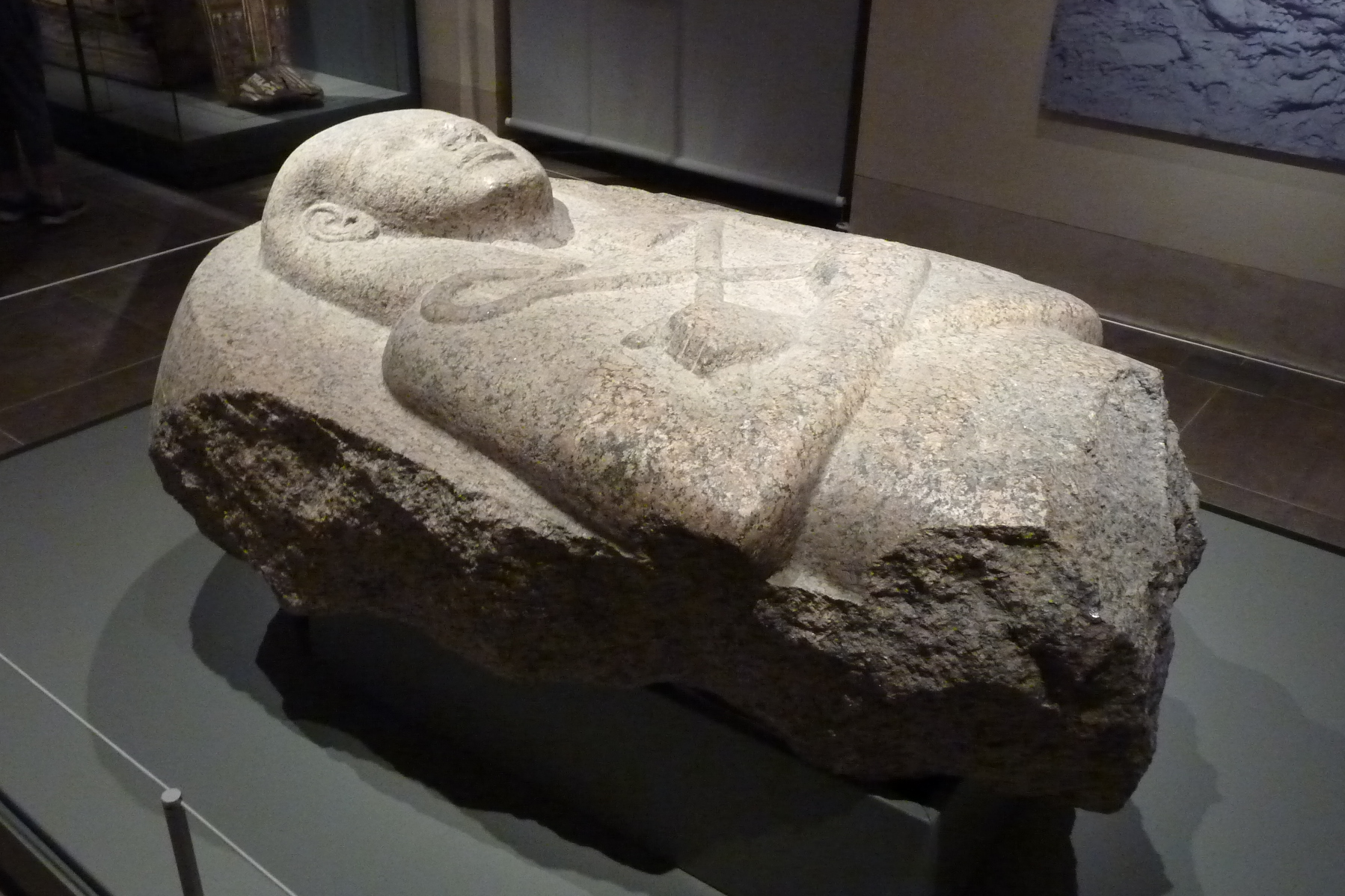
Coperchio del sarcofago di Khaemuaset, al Museo egizio di Torino.
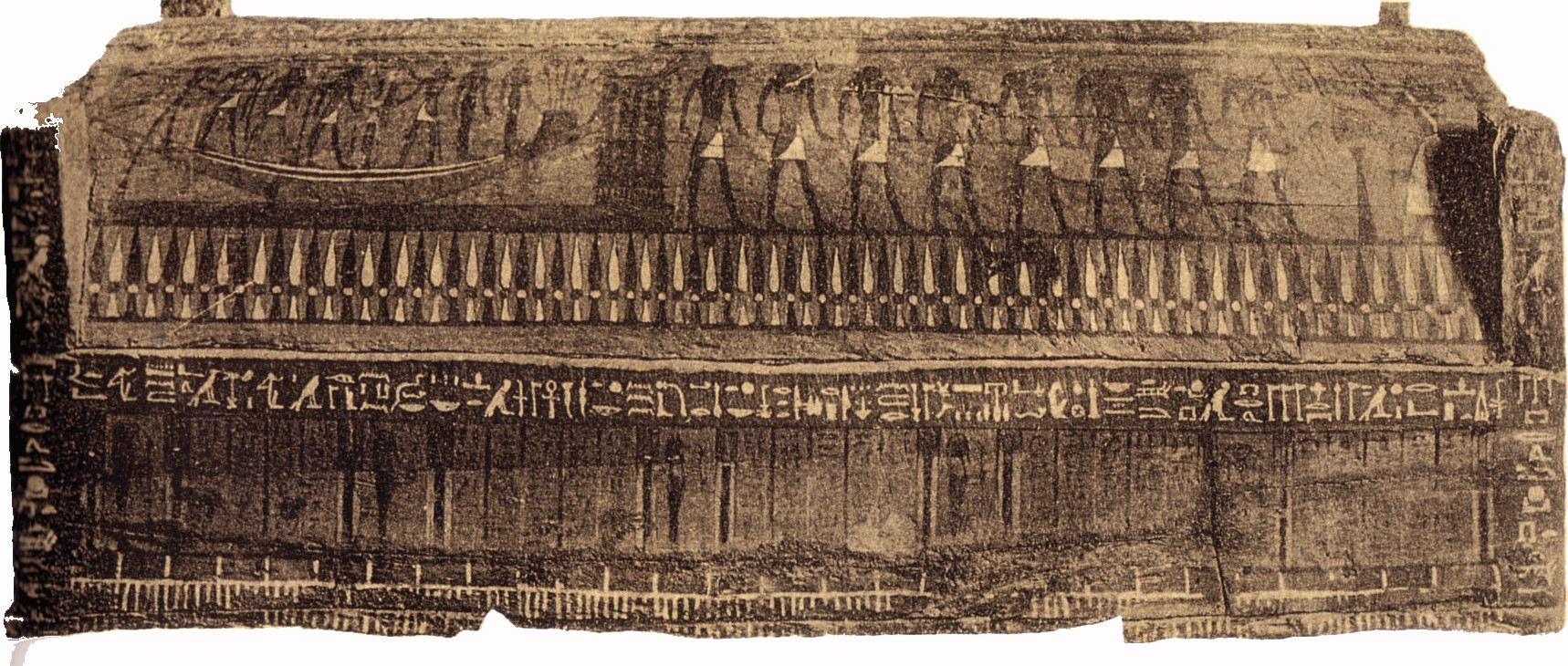
Cassa di legno scoperta nella tomba di Khaemuaset.
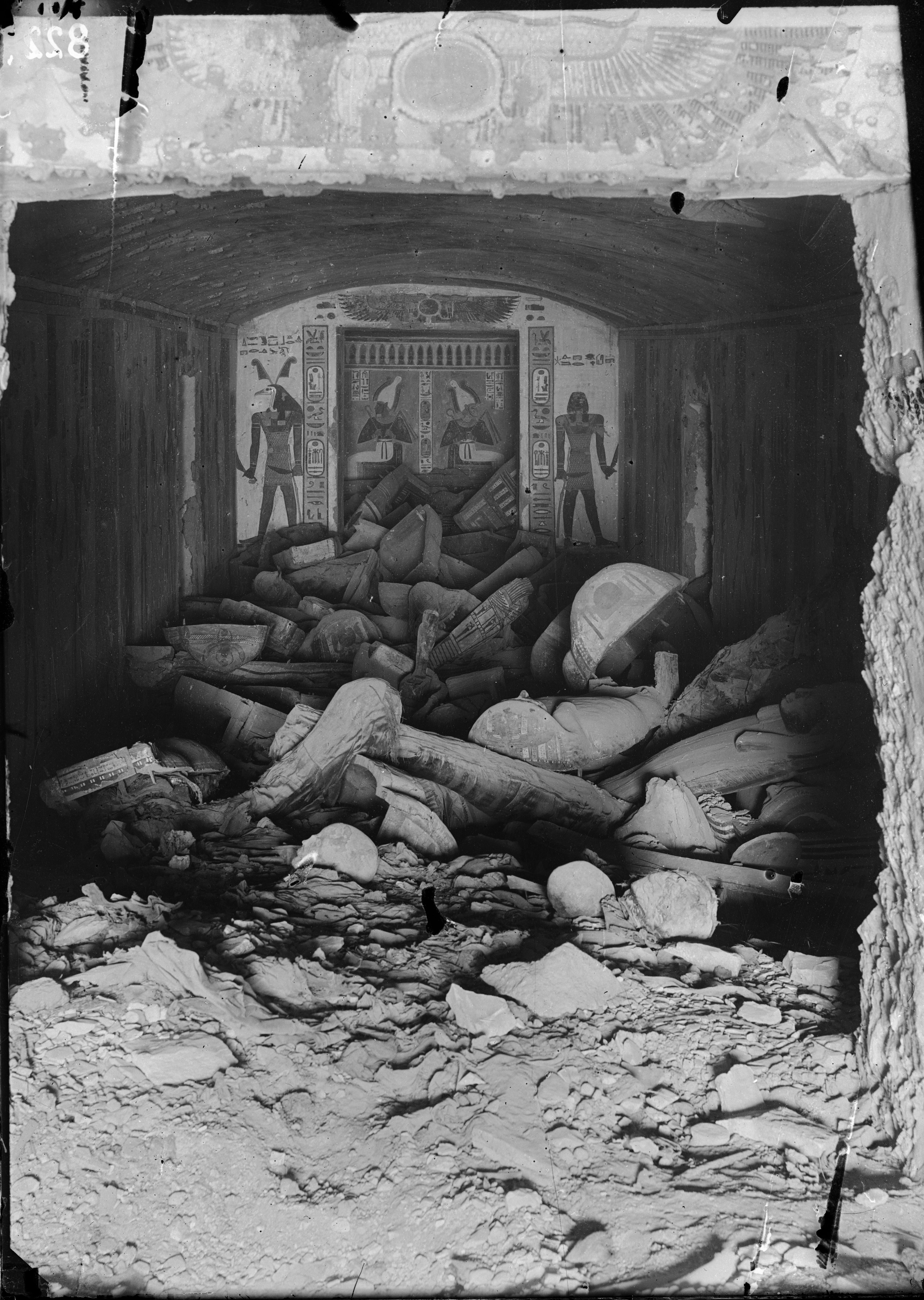
La tomba di Khaemuaset al momento della scoperta (1903).